# 어니스트 바이 코로마
어니스트 바이 코로마(영어: Ernest Bai Koroma, 1953년 10월 2일 ~ )는 시에라리온의 제4대 대통령이다. 2007년 9월 17일에 대통령 선거에서 승리한 뒤 대통령이 되었다. 2007년부터 2018년까지 대통령에 역임했다.
코로마는 이전에 시에라리온의 의회 APC (all people's congress) 총재로 재임하면서, 2002년 5월부터 2007년 9월 17일에 대통령직의 인수로 인해 사임할 때까지 그의 고향인 북부주 봄발리구의 대표를 역임하였다. 코로마는 1976년에 경제학 전공으로 프리타운에 있는 포라베이 대학을 졸업하였다.
코로마는 최초의 템네족 출신 국가 원수이자 (조지프 사이두 모모 후, 또한 봄발리 원주민으로서) 북부주 출신의 두 번째 시에라리온 대통령이다. 코로마는 영어, 크리오어, 템네어, 림바어를 포함하는 4개국어를 말한다. 그의 지지 기반은 주로 시에라리온의 북부주와 서부구이며, 템네족과 림바족을 주축으로 한다.
그의 대통령직은 시에라리온 내전 이후 재건을 지속하며, 부패와 싸우며, 시에라리온의 최대 원조국인 영국과의 관계를 친밀히하며, 더 자유로운 시장 모델로 향하겠다는 약속으로 이루어졌다.. 2009년 4월, 코로마는 마케니시에서 열렸던 APC 전당대회에서 2012년 시에라리온 총선의 당후보로 뽑혔다.
2023년 12월, 어니스트 베이 코로마(Ernest Bay Koroma)는 2023년 11월 26일 시에라리온 당국의 쿠데타 시도로 묘사된 시위 도중 발생한 사건 이후 이틀 간의 심문 끝에 가택 연금되었습니다..

## 대통령 재임 기간
2010년 4월 27일 코로마는 시에라리온의 독립 49주년을 기념한 연설에서 유엔이 새천년 개발 목표의 일환으로 추진 중인 무상 모자보건정책을 시행할 것을 발표했다. 전문가들은 이 정책이 시행된다면 120만명의 아이와 여성이 혜택을 볼 것으로 예상했다.

## 참고
1. ↑  이재준 기자 (2007년 9월 18일). “코로마, 시에라리온 대통령 정식 취임”. 네이버 뉴스. 2011년 4월 27일에 확인함.
2. ↑  http://www.zoominfo.com/people/Stevens_Siaka_199497193.aspx
3. ↑  Sierra Leone: Office of the Ombudsman Empowered/Koroma approves public sector reform. Mohamed Massaquoi, Concord Times (Freetown). 24 April 2009
4. ↑  Paradise regained in Sierra Leone. The Independent (London) 2 May 2009.
5. ↑  SL leader pledges graft crackdown. 15 November 2007.
6. ↑  APC Endorses Ernest Koroma As Chairman,Leader and Presidential Candidates For 2012 보관됨 2010-02-15 - 웨이백 머신. Standard Times Press (Freetown). April 19, 2009
7. 1 2  조찬제 기자 (2010년 4월 28일). “阿 최빈국 시에라리온 ‘무상의료’ 실험”. 경향닷컴. 2010년 4월 28일에 확인함.